# Я никогда не…
«Я никогда не…» (англ. Never Have I Ever) — американский веб-сериал, выпускаемый стриминговым сервисом Netflix. Премьерный показ состоялся 27 апреля 2020 года на Netflix. Сериал повествует о жизни ученицы родом из Индии в американской старшей школе, столкнувшейся со смертью отца.
1 июля 2020 года сериал официально продлили на второй сезон. Премьера второго сезона состоялась 15 июля 2021 года на Netflix.
19 августа 2021 года сериал продлили на третий сезон, премьера которого состоялась 12 августа 2022 года. 8 марта 2022 года сериал был продлён на четвёртый сезон, который стал последним.

## Сюжет
После ужаснейшего первого года в старшей школе главная героиня Деви Вишвакумар, 15-летняя девочка из Шерман-Окс, штат Калифорния, хочет изменить свой социальный статус, но сделать это ей мешают друзья, семья и чувства.

## В ролях

### Главные роли
- Майтреи Рамакришнан — Деви Вишвакумар[7]
- Пурна Джаганнатан — доктор Налини Вишвакумар, мать Деви[7]
- Рича Мурджани[англ.] — Камала, двоюродная сестра Деви[7]
- Джарен Льюисон[англ.] — Бен Гросс, одноклассник Деви[7]
- Рамона Янг[англ.] — Элеанор Вонг, лучшая подруга Деви[7]
- Ли Родригес[англ.] — Фабиола Торрес, лучшая подруга Деви[7]
- Дэррен Барнет — Пакстон Холл-Йошида, 16-летний ученик из школы Деви и её возлюбленный[7]
- Джон Макинрой — играет себя, рассказчик сериала[8]

## Производство
До начала съёмок создатели сериала объявили открытый кастинг и получили более 15 000 заявок. Сериал снимался в 2019 году, постпродакшн продолжался до 31 октября 2019.

## Список эпизодов

### 1 сезон
| №  | Название                                                                           | Режиссёр        | Автор сценария            | Дата премьеры  |
| -- | ---------------------------------------------------------------------------------- | --------------- | ------------------------- | -------------- |
| 1  | «Пилотная серия» «Pilot»                                                           | Тристрам Шапиро | Минди Калинг Лэнг Фишер   | 27 апреля 2020 |
| 2  | «… занималась сексом с Пакстоном Холл-Йошида» «… had sex with Paxton Hall-Yoshida» | Тристрам Шапиро | Джастин Ноубл             | 27 апреля 2020 |
| 3  | «… напивалась с популярными детьми» «… gotten drunk with the popular kids»         | Линда Мендоса   | Амина Мунир               | 27 апреля 2020 |
| 4  | «… ощущала себя супер-индийской» «… felt super Indian»                             | Линда Мендоса   | Минди Калинг              | 27 апреля 2020 |
| 5  | «… начинала ядерную войну» «… started a nuclear war»                               | Кабир Ахтар     | Крис Шлайхер Акшара Секар | 27 апреля 2020 |
| 6  | «… был самым одиноким мальчиком в мире» «… been the loneliest boy in the world»    | Кабир Ахтар     | Аарон Гири Бен Штайнер    | 27 апреля 2020 |
| 7  | «… была жуткой лгуньей» «… been a big, fat liar»                                   | Ану Валиа       | Эрика Ояма                | 27 апреля 2020 |
| 8  | «… злила всех, кого знаю» «… pissed off everyone I know»                           | Ану Валиа       | Крис Шлайхер              | 27 апреля 2020 |
| 9  | «… должна была вести себя лучшим образом» «… had to be on my best behavior»        | Тристрам Шапиро | Мэтт Уорбертон            | 27 апреля 2020 |
| 10 | «… извинялась» «… said I’m sorry»                                                  | Тристрам Шапиро | Лэнг Фишер                | 27 апреля 2020 |

### 2 сезон
| №  | Название                                                     | Режиссёр           | Автор сценария                 | Дата премьеры |
| -- | ------------------------------------------------------------ | ------------------ | ------------------------------ | ------------- |
| 1  | «… была серцеедкой» «… been a playa»                         | Кабир Ахтар        | Минди Калинг                   | 15 июля 2021  |
| 2  | «… устраивала вечеринку» «… thrown a rager»                  | Кабир Ахтар        | Акшара Секар                   | 15 июля 2021  |
| 3  | «… открывал учебник» «… opened a textbook»                   | Ким Нгуйен         | Эрика Ояма                     | 15 июля 2021  |
| 4  | «… имела заклятого друга из Индии» «… had an Indian frenemy» | Лина Хан           | Амина Мунир                    | 15 июля 2021  |
| 5  | «… разрушала чью-то жизнь» «… ruined someone’s life»         | Мэгги Кэри         | Аарон Гири Бен Штайнер         | 15 июля 2021  |
| 6  | «… предавала подругу» «… betrayed a friend»                  | Лина Хан Ану Валия | Марина Кокенберг Вэнс Стрингер | 15 июля 2021  |
| 7  | «… молила о прощении» «… begged for forgiveness»             | Лина Хан           | Дэйв Кинг                      | 15 июля 2021  |
| 8  | «… была Дэйзи Бьюкенен» «… been Daisy Buchanan»              | Клэр Скэнлон       | Асмита Паранжпе Кристина Эльм  | 15 июля 2021  |
| 9  | «… следила за своей мамой» «… stalked my own mother»         | Клэр Скэнлон       | Крис Шлейхер                   | 15 июля 2021  |
| 10 | «… была идеальной» «… been a perfect girl»                   | Лэнг Фишер         | Лэнг Фишер                     | 15 июля 2021  |